# Liou Jang
Liou Jang (čínsky pchin-jinem Liú Yáng, znaky zjednodušené 刘洋, tradiční 劉洋; * 6. října 1978 Lin-čou, Che-nan, ČLR) je první čínská kosmonautka, 525. člověk ve vesmíru. Roku 2012 vzlétla na oběžnou dráhu Země v kosmické lodi Šen-čou 9 a v roce 2022 pobývala na půlroční misi na čínské Vesmírné stanici Tchien-kung, kam ji dopravila kosmická loď Šen-čou 14.

## Vzdělání a vojenská kariéra
Liou Jang se narodila 6. října 1978 v Lin-čou v čínské provincii Che-nan. V letech 1997–2001 studovala na vysoké vojenské letecké škole v Čchang-čchunu. Po dokončení studia nastoupila v hodnosti podporučíka k vojenskému dopravnímu letectvu.

## Kosmonautka
V letech 2009–2010 se účastnila pátého výběru čínských kosmonautů, v březnu 2010 prošla mezi sedm úspěšných vojenských letců, pět mužů a dvě ženy (Liou Jang a Wang Ja-pching), o které byl rozšířen oddíl čínských kosmonautů.

### 1. let
Po základním kosmonautickém výcviku byla v březnu 2012 jmenována členkou jedné ze dvou posádek určených k letu Šen-čou 9, jejímž dalšími členy byl velitel Ťing Chaj-pcheng a Liou Wang. Dne 15. června byla její posádka oficiálně označena za hlavní. Liou Jang v ní zastávala funkci operátorky přistávacího modulu, zodpovídala za vědecký program mise. Do vesmíru trojice kosmonautů odstartovala 16. června 2012 v 10:37:25 UT; 18. června se Šen-čou 9 spojila s čínskou kosmickou stanicí Tchien-kung 1. Liou Jang se tak stala první čínskou kosmonautkou. Ke svému kosmickému letu vzlétla v den 49. výročí letu Valentiny Těreškovové, první ženy ve vesmíru.

### 2. let
Tři dny před plánovaným startem bylo zveřejněno její jmenování do posádky lodi Šen-čou 14. Ta byla vypuštěna 5. června 2022 v 02:44:10 UTC a Liou Jang společně s velitelem operátorkou Čchen Tungem a operátorem Cchaj Sü-če během sedmi hodin dopravila na Vesmírnou stanici Tchien-kung (TSS). Hlavním úkolem jejich zhruba půlročního pobytu bylo dohlédnout na připojení nových modulů Wen-tchien a Meng-tchien a provést základní kroky pro jejich integraci s Tchien-che, jádrovým modulem stanice, který kolem Země obíhal už od dubna 2021. 
První z nových modulů přiletěl v červenci 2022, druhý by ho měl následovat v říjnu 2022. Liou a Čchen Tung absolvovali 1. září 2022 od 10:26 do 16:33 UTC (6 hodin a 7 minut) první výstup do volného prostoru své kariéry, současné mise a zároveň vůbec první výstup pomocí přechodové komory nového modulu Wen-tchien, jejíž plná funkčnost byla během výstupu ověřena, stejně jako schopnost kosmonautů spolupracovat s malou robotickou rukou připojenou k modulu. Liou a Čchen také instalovali čerpací agregát a panoramatickou kameru a vyzkoušeli si nouzový návrat.
Let skončil 4. prosince 2022 – Šen-čou 14 se od stanice oddělila v 03:01 UTC a ve 12:09 UTC přistála v Čínské provincii Vnitřní Mongolsko po 182 dnech letu.

## Osobní život
Liou Jang je vdaná, bezdětná. Je členkou Komunistické strany Číny.